# 1633

## أحداث
- قاد الوالي العثماني لدمشق أحمد باشا الكجك حملة برية ضد فخر الدين تتألف من 80,000 مقاتل من الأتراك ورجال الولاة. وبحرية بقيادة أمير البحر جعفر باشا، واحتوت على عشرين مركبا حربيّا.[1]
- ألف الدبلوماسي الإنجليزي جون هاريسون سيرة ذاتية عن سلطان المغرب عبد الملك بن زيدان.

## مواليد
- الإمبراطور غو-كوميو
- جان دي تيفنو مستكشف فرنسي
- جيسينا تير بورخ
- جيمس الثاني ملك إنجلترا ملك إنجلترا 1685-1688
- سيباستيان فوبان
- صموئيل بيبس
- فرديناند الرابع، ملك الرومان ملك بوهيميا والمجر وكرواتيا والرومان